# كلوريد المنغنيز الثلاثي
كلوريد المنغنيز الثلاثي هو مركب لاعضوي غير مستقر للمنغنيز صيغته MnCl3، ويوجد عند عزله ضمن شروط خاصة على هيئة صلب أسود.

## التحضير
يمكن أن يحضر هذا المركب من تفاعل أكسيد المنغنيز الرباعي باستخدام كلوريد الهيدروجين عند درجات حرارة منخفضة عند −63 °س؛ أو من تفاعل أسيتات المنغنيز الثلاثي مع كلوريد الهيدروجين عند −100 °س.

## الخواص
إن هذا المركب غير مستقر، وهو يتفكك عند درجات حرارة أعلى من -40° س؛ وهو يطلق غاز الكلور ليعطي كلوريد المنغنيز الثنائي.